# Fyzická adresa
Fyzická adresa je adresa vnitřní paměti počítače, kterou používají řídící obvody pro vyzvednutí obsahu z paměťové buňky. Logická adresa je adresa, kterou používají strojové instrukce, a kterou je nutné před skutečným přístupem do paměti převést na fyzickou adresu. O převod logické adresy na fyzickou je úloha pro MMU (anglicky memory managment unit), která je dnes typicky součástí řadiče paměti v mikroprocesoru. Rozsah fyzické adresy počítače je dán architekturou mikroprocesoru. Fyzický adresní prostor, tj. adresní prostor pamětí, které v počítači fyzicky existují, je v dnešních systémech typicky menší než logický adresní prostor, k čemuž se používá princip virtuální paměti a odkládání částí obsahu fyzické paměti na pevný disk.

## Důvody menšího fyzického adresního prostoru
- Cena komponent vede k tomu, že je v jednotlivých počítačích osazeno jen tolik fyzické paměti, kolik je cenově únosné a kolik je zapotřebí pro předpokládané použití.
- Nepředpokládá se, že by kompletní logický adresní prostor byl pokryt fyzickou pamětí. Velikost logického adresního prostoru je dostatečně dimenzována s ohledem na programování v prostředí multiprogramových operačních systémů. Maximální velikost fyzické paměti, kterou lze k takovému procesoru připojit je však často omezena na zlomek velikosti logického adresního prostoru. Je zvolena s ohledem na praktické možnosti realizace fyzické paměti dostupnou součástkovou základnou. Například u procesorů Pentium 4 je maximální velikost fyzické paměti omezena šířkou adresní sběrnice což je 36 adresních vodičů, lze proto adresovat 236 bytů, což znamená 64GiB fyzické paměti. Z důvodu uvedených v předcházejícím bodě je většinou skutečně využívaná velikost fyzického adresního prostoru ještě podstatně menší.